# Вилуговування підземне

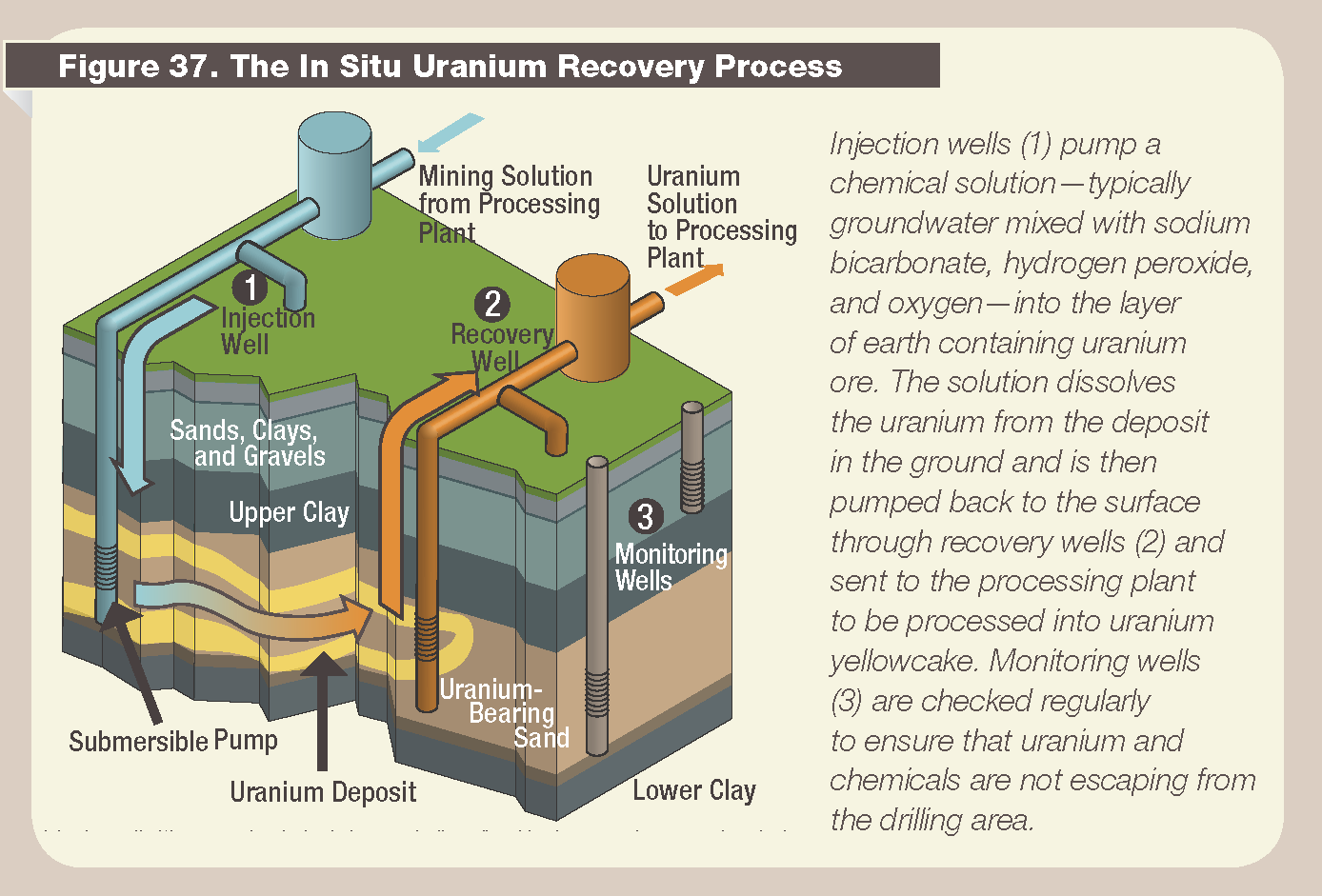
Принципова схема підземного вилуговування урану. (US NRC)

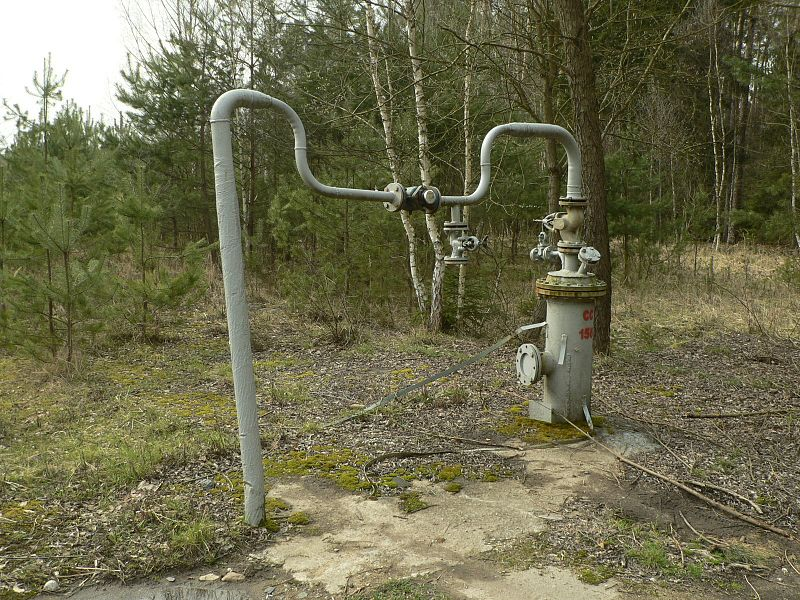
Наземні комунікації технології підземного вилуговування урану. Чехія.

Вилуговування підземне (рос. выщелачивание подземное, англ. underground leaching, нім. Untertage-Auslaugung f) — спосіб розробки рудних родовищ вибірковим переведенням корисних копалин в рідку фазу в надрах з подальшою переробкою розчинів, що містять метали.

## Історія і сучасність технології
Пром. освоєння підземного вилуговування мідних руд було здійснено в США в 1919 р. Сьогодні підземне вилуговування застосовують для видобутку урану, міді, а також промислово-експериментально — титану, ванадію, марганцю, заліза, кобальту, нікелю, цинку, селену, молібдену, золота та ін. Підземне вилуговування дозволяє обробляти бідні руди, переробка яких традиційними способами нерентабельна. За режимом руху реагенту виділяють три гідродинамічні схеми підземного вилуговування: фільтраційну, інфільтраційну і пульсаційно-статичну (можлива їх комбінація). Сучасне підприємство підземного вилуговування складається з видобувного, трубопровідного комплексів і терміналу переробки розчину. Принципова технологічна схема ланцюга апаратів підприємства не залежить від системи розробки. У залежності від способу розкриття покладів виділяють свердловинні, шахтні, комбіновані системи підземного вилуговування.

## Системи підземного вилуговування
Розрізняються у залежності від способу розкриття покладів при вилуговування підземному. Виділяють свердловинні, шахтні та комбіновані системи підземного вилуговування.
При свердловинних системах підземного вилуговування розкриття, підготовку і вилучення корисних компонентів у розчин здійснюють через свердловини, що пробурені з поверхні. Такими системами розробляються родовища урану, приурочені до обводнених осадових порід. Найбільшого розповсюдження набули свердловинні системи підземного вилуговування металів з руд з природною проникністю, що не вимагають попередньої підготовки (утворення штучної тріщинуватості, проведення гідророзриву порід і ін.). Процес вилуговування здійснюється напірним фільтраційним потоком реагенту, що рухається по рудоносному водопроникному пласту від закачувальних свердловин до відкачувальних. Для родовищ, що залягають в особливо складних гірничотехнічних умовах свердловинні системи підземного вилуговування є поки що єдино можливими системами рентабельної розробки.
При шахтних системах підземного вилуговування розкриття, підготовку родовищ і вилучення корисних компонентів в розчин здійснюють за допомогою гірничих виробок. Шахтні системи вилуговування відрізняються великою різноманітністю, вони дозволяють вести процес вилучення металів з родовищ різних генетичних типів з руд, що мають природну водопроникність, з руд, що зруйновані різними методами, і з руд, що відбиті і замагазиновані на місті залягання. Такі системи застосовують при розробці родовищ, що глибоко залягають і представлені бідними слабо проникними або практично водонепроникними рудами. При цьому у виробництво залучаються великі запаси забалансових руд, розробка яких традиційними способами нерентабельна.
Комбіновані системи підземного вилуговування знаходять все більше застосування на родовищах руд радіоактивних і кольорових металів. Комбіновані системи бувають двох класів:
- з елементів свердловинних і шахтних систем підземного вилуговування. Вони передбачають розробку родовищ з подачею реагенту до руди по свердловинах, що пробурені з поверхні, і прийомом продукційних розчинів у гірничі виробки. Такі системи застосовуються на родовищах, де з якихось причин технічно важко або нераціонально відкачувати продукційні розчини через свердловини (напр., при великій глибині п'єзометричного рівня підземних вод);
- з елементів традиційних систем розробки і шахтних систем вилуговування. Такі системи застосовуються при розробці покладів, які в межах одного блоку представлені рудами різних технологічних сортів (напр., карбонатними і силікатними), що вимагають при вилуговуванні різних реагентів; рудами, що контрастні за вмістом металу (напр., балансовими і забалансовими); рудами, що контрастні за фільтраційними властивостями, які вимагають різної підготовки до вилуговування.

Для інтенсифікації процесу підземного вилуговування в залежності від умов застосовують різні методи: хімічні (окиснювачі, поверхнево-активні речовини), бактеріальні, фізичні (електромагнітні поля, підвищення тиску і температури, гідророзрив порід, вакуумування і ін.).

## Приклади застосування
Прикладом активного впровадження технології є Чилі, де активно зростає виробництво екстракційної міді (технологія SX-EW)- більш ніж 20 % на рік. У різних регіонах країни працює понад 20 установок SX-EW. Найбільші з них (в дужках річна потужність, тис. т): Ель-Абра (225), Чукікамата (190), Радоміро-Томік (150). На рудниках Салдівар, Ескондіда і Серро-Колорадо потужності установок становить 100 і більше тис. тонн. Виробництво на мідеплавильному заводі Калетонес (Caletones) планується підвищити з 1250 до 1440 тис. т концентратів і з 380 до 435 тис. т чорнової міді на рік.
За технологією SX/EW на початку XXI ст. виробляють ~20 % всієї катодної міді у світі.